# Jeffrey City
Jeffrey City is een plaats (census-designated place) in de Amerikaanse staat Wyoming, en valt bestuurlijk gezien onder Fremont County.

## Demografie
Bij de volkstelling in 2000 werd het aantal inwoners vastgesteld op 106.

## Geografie
Volgens het United States Census Bureau beslaat de plaats een oppervlakte van 74,1 km², waarvan 73,7 km² land en 0,4 km² water.

## Plaatsen in de nabije omgeving
De onderstaande figuur toont nabijgelegen plaatsen in een straal van 76 km rond Jeffrey City.